# Les Andelys
Les Andelys é uma comuna francesa na região administrativa da Normandia, no departamento de Eure. Estende-se por uma área de 40,65 km². Em 2010 a comuna tinha 8 233 habitantes (densidade: 202,5 hab./km²).

## Toponímia
No início do século VIII o nome tinha a forma Andilegum; por volta de 830 designava-se Andelagum e por volta de 1045 Andeliacum.
Nome verdadeiramente semelhante a Andilly da Alta Savóia, Val-d'Oise e Alto Marne, a Andelat.
Arquétipo celta em -āko > |-ACUM, formado por Andal/Andel que se conhece também no nome Andelle e que designa  « águas agitadas ».[carece de fontes?]
O plural les (os) Andelys explica-se pela presença de dois aglomerados: o Grande Andely, aldeia de origem, e o Petit Andely, designado no Século XIII como Novo Andely ou Couture de Andely («couture» significando «cultura» em francês antigo).

## História

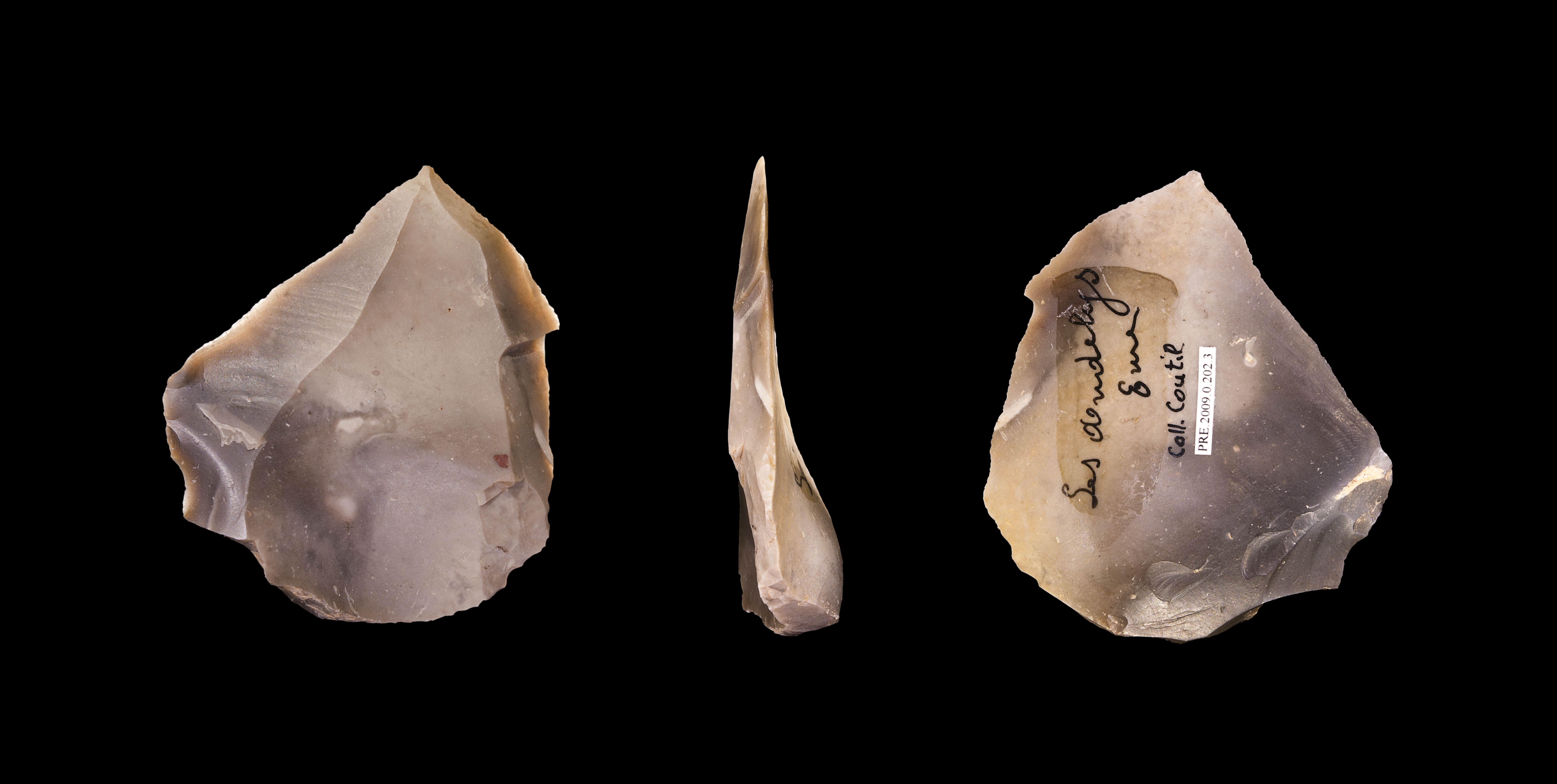
Coleção Coutil – Museu de Toulouse

O território da comuna foi povoado desde pelo menos o paleolítico médio, tendo em conta os achados de Léon Coutil. A existência de de um pequeno teatro galo-romano testemunha a progressiva romanização do povo gaulês.

## Pessoas relacionadas com a comuna
- Adrien Turnèbe (1512-1565)
- Nicolas Poussin, pintor
- Louis-Urbain-Aubert de Tourny, administrador francês do século XVIII. Nasceu em Andelys em 1695.
- Isaac Sarrabat (1667- após 1710), desenhador
- Joachim de La Barre de Nanteuil (1743-1833), militar e político
- Jean-Pierre Blanchard (1753-1809), primeiro homem a atravessar o canal da Mancha de balão.
- Victor Milliard (1844-1921), advogado e político
- Henry Torrès (1891-1966), político
- Marcel Lefevre, herói do Esquadrão de caça 2/30 Normandia-Niemen;
- Svetchnikoff, discípulo do mestre espiritual G.I. Gurdjieff;
- Yvon Douis, jogador de futebol nascido em 1935
- Arthur Bernède, escritor[3]